# Хикава (Кумамото)
Хикава (яп. 氷川町 Хикава-тё:) — посёлок в Японии, находящийся в уезде Яцусиро префектуры Кумамото. Площадь посёлка составляет 33,29 км², население — 12 158 человек (1 августа 2014), плотность населения — 365,21 чел./км².

## Географическое положение
Посёлок расположен на острове Кюсю в префектуре Кумамото региона Кюсю. С ним граничат города Уки, Яцусиро.

## Население
Население посёлка составляет 12 158 человек (1 августа 2014), а плотность — 365,21 чел./км². Изменение численности населения с 1980 по 2005 годы:
| 1980 | 14 624 чел. |  |
| 1985 | 14 798 чел. |  |
| 1990 | 14 646 чел. |  |
| 1995 | 14 287 чел. |  |
| 2000 | 13 725 чел. |  |
| 2005 | 13 232 чел. |  |

## Символика
Деревом посёлка считается груша грушелистная, цветком — цветок сакуры, птицей — деревенская ласточка.